# Uldila
Uldila ou Uldida est un évêque arien de l'Espagne wisigothique de la seconde moitié du VIe siècle. C'est le seul évêque arien connu de Tolède, capitale wisigothique.
Lorsque le roi des Wisigoths Récarède, fils et successeur du roi arien Léovigilde, abjure l'arianisme en 587, cela provoque quelques réactions ariennes comme la révolte à Mérida de l'évêque Sunna, assez rapidement réprimée par un certain Claudius, un hispano-romain au service de Récarède, ou encore celle d'Athaloc à Narbonne.
En 588, c'est au tour de Tolède de se soulever. Uldila, dernier évêque arien de la ville, organise la révolte, soutenu notamment par Goswinthe, ancienne reine des Wisigoths par ses mariages avec les rois Athanagilde et Léovigilde. Uldila et Goswinthe, fervente arienne, cherchent vainement à renverser le roi catholique, mais sans succès. Uldila et Goswinthe finissent par se convertir sans conviction au catholicisme « mais on reconnut qu'à la communion ils faisaient semblant de prendre l'eucharistie et la jetaient par terre » : Uldila est exilé,, peut-être en Afrique, et Goswinthe meurt dans des conditions mystérieuses.